# Jumpstyle
JumpStyle é um estilo de dança eletrônica e gênero musical originário da Bélgica e popular na Europa Ocidental. Apesar de sua origem belga, a dança ganhou maior popularidade no país vizinho, a Holanda, na década de 2000.